# Josep Clucellas
Josep Clucellas (o Clusellas) va ser un actor de teatre català del segle xix. Va actuar sovint al teatre Romea de Barcelona, al costat de figures com Lleó Fontova o Iscle Soler.

## Trajectòria professional
- 1865, 28 d'abril. En el paper de Don Fadric a l'obra El castell dels tres dragons de Frederic Soler. Estrenada al teatre de l'Odèon de Barcelona.
- 1865, 8 de juliol. En el paper de Josep a l'obra Les carbasses de Mont-roig de Frederic Soler. Estrenada al teatre Varietats de Barcelona.
- 1865, 7 d'agost. En el paper de Don Ricardo a l'obra Liceistes i "Cruzados" de Frederic Soler. Estrenada al teatre de Varietats de Barcelona.
- 2 de desembre. Un mercat de Calaf de Frederic Soler, estrenada al teatre de l'Odèon de Barcelona. (en el paper d'Eloi.)
- 1866, 2 de gener. En el paper de Don Ramon a l'obra En Joan Doneta de Frederic Soler. Estrenada al teatre Romea de Barcelona.
- 1866, 1 de març. En el paper de Clito, esclau a l'obra Els herois i les grandeses de Frederic Soler. Estrenada al teatre de l'Odèon de Barcelona.
- 1866, 6 d'abril. En el paper de Melcior a l'obra Les joies de la Roser de Frederic Soler. Estrenada al teatre de l'Odèon de Barcelona.
- 1866, 30 de juliol. En el paper de L'Infant don Enric de O rei o res! de Frederic Soler. Estrenada al teatre de Varietats de Barcelona.
- 1866, 4 d'octubre. En el paper de Don Luis a l'obra Coses de l'oncle! de Frederic Soler. Estrenada al teatre de l'Odèon de Barcelona.
- 1866, 18 d'octubre. En el paper de Gil, àlies Baldufa a l'obra Un pa com unes hòsties de Marçal Busquets. Estrenada al teatre de l'Odèon de Barcelona.
- 1866, 20 de desembre. Les modes, original de Frederic Soler, estrenada al teatre de l'Odèon de Barcelona (en el paper d'El Baró de Camprogench.)
- 1867, 19 de setembre. En el paper de Rafel Vilanova, "jefe" de la Coronela, 40 anys a l'obra Un "jefe" de la Coronela d'Antoni Ferrer i Codina. Estrenada al teatre Romea de Barcelona.
- 1867, 3 d'octubre. En el paper de Daniel a l'obra La rosa blanca de Frederic Soler. Estrenada al teatre Romea de Barcelona.
- 1868, 2 de març. En el paper de Don Manuel, administradors d'una estació de ferrocarril, 28 anys a l'obra No es pot dir blat... de Narcís Campmany. Estrenada al teatre del Prat Català de Barcelona.
- 1868, 8 d'abril. En el paper de Genís a l'obra El rovell de l'ou o el Pla de la Boqueria de Frederic Soler. Estrenada al teatre Romea de Barcelona.
- 1868, 8 d'octubre. En el paper d'Albert a l'obra Les francesilles de Frederic Soler. Estrenada al teatre Romea de Barcelona.
- 1869, 15 de març. En el paper de Titus a l'obra El virolet de Sant Guim d'Eduard Vidal i de Valenciano. Estrenada al teatre Romea de Barcelona.
- 1869, 7 d'octubre. La bala de vidre de Frederic soler. Estrenada al teatre Romea de Barcelona (en el paper de D. Carlos)
- 1869, 12 de novembre. En el paper de Tomàs a l'obra Els càntirs de Vilafranca de Frederic Soler. Estrenada al teatre Romea de Barcelona.
- 1870, 17 de març. En el paper d'Albert a l'obra El collaret de perles de Frederic Soler. Estrenada al teatre Romea de Barcelona.
- 1870, 15 de desembre. En el paper de Don Pancho a l'obra Els egoistes de Frederic Soler. Estrenada al teatre Romea de Barcelona.
- 1871, 23 de febrer. En el paper de Maurici a l'obra La casaca i la casulla, o sia, un ciri trencat de Frederic Soler. Estrenada al teatre Romea de Barcelona.
- 1871, 28 de setembre. En el paper de Don Nicanor a l'obra L'apotecari d'Olot de Frederic Soler. Estrenada al teatre Romea de Barcelona.
- 1871, 17 d'octubre. En el paper de Don Carlos a l'obra Cafè i copa de Frederic Soler. Estrenada al teatre Romea de Barcelona.
- 1871, 14 de novembre. En el paper de Don Lluís a l'obra El rector de Vallfogona de Frederic Soler. Estrenada al teatre Romea de Barcelona.
- 1873, 15 d'abril. La creu de la masia de Frederic Soler, estrenada al teatre Romea de Barcelona (en el paper de Roc).
- 1874, 16 d'abril. En el paper d'Arnal a l'obra El ferrer de tall de Frederic Soler. Estrenada al teatre Romea de Barcelona.